# Gaetan
Gaetan of Gaetano is een voornaam.

## Origine
Gaetan is van origine een Italiaanse naam, en komt van het Latijn bewoner van de stad Gaeta - een stad tussen Rome en Napels.

## Geschiedenis
De naam is veel gebruikt in Italië. De heilige Gaetan was een Italiaanse priester die een eigen orde heeft gesticht in de 16e eeuw.

## Bekende mensen met deze naam
- Gaetano Belloni
- Gaétan Boucher
- Gaetano Catanoso
- Gaetano Donizetti
- Gaetano Scirea
- Gaetano Tosi